# Етиопска католичка црква
Етиопска католичка црква (амхарски: የኢትዮጵያ ካቶሊክ ቤተ ክርስቲያን; латински: Ecclesia Catholica Aethiopica) је митрополитанска sui iuris источна црква у саставу Католичке цркве, основана 1930. године у Етиопији.
Као и остале источнокатоличке цркве, Етиопска католичка црква је у пуној заједници са Светом столицом. Држи христолошку доктрину Халкидонског сабора и прихвата универзалну јурисдикцију папе. Ове тачке је разликују од Етиопске православне тевахедо цркве, оријенталне православне цркве која чини већину хришћана у земљи.
Етиопска католичка црква следи александријски литургијски обред који користе Етиопска православна тевахедо црква и Коптска црква. Као свој литургијски језик користи геез (гиз), семитски језик који изашао из свакодневне употребе пре неколико векова.

## Терминологија
Израз „Етиопијска католичка црква“, који је био синоним за „Етиопска католичка црква“ до јануара 2015. године, када је основана Еритрејска католичка црква, може се применити на било коју цркву или на обе заједно, пошто се њихова литургија служи на гиз језику.

## Историја
Португалска путовања су отворила пут директним контактима између Католичке цркве и Етиопске православне цркве. У 14. веку католички мисионари стигли су у Етиопију. Папа Евгеније IV је 28. августа 1439. послао поруку јединства са Католичком црквом етиопском цару Константину I, али овај напор је био неуспешан.
Због исламских напада до 1531. године који су претили хришћанској Етиопији, цар Етиопије је упутио Португалцима, а ови су допринели да се порази Адалски султанат у Етиопско-адалском рату. Језуитски мисионари дошли су са Португалцима у Етиопију. Ови мисионари су усредсредили своје активности обраћења на владајућу класу у земљи, укључујући цара, да би се Етиопска православна црква ујединила са католичком црквом. Цар Сусењос је преобраћен првенствено од оца Педра Паеза. Сусењос је 1622. године католичанство учинио државном религијом. Следеће године папа Григорије XV именовао је Афонса Мендеса, португалског језуиту, патријархом Етиопске цркве. Формална унија проглашена је 1626. године када је патријарх Мендес дошао у земљу. Када је Мендес покушавао да латинизира етиопску цркву, Сусењос је употребио силу да наметне латинизацију. Резултат је био јавна побуна. Сусењос је умро 1632 године. Његов наследник Фасилидес је 1636. године уклонио Мендеса из земље, прекинуо унију са Римом и уклонио или убио преостале мисионаре. Следећих 200 година Етиопија је била затворена за католичке мисије.
Италијански мисионари лазаристи и капуцинери су стигли 1839. године, мада са одређеним ограничењима која су им наметнута због јаког противљења јавности. Исте године Јустин де Јакобис је именован првим апостолским префектом Абисиније и поверено му је оснивање католичких мисија у тој земљи. После великог успеха у Абисинији током осам година, именован је за титуларног бискупа Нилополиса 1847. године, а недуго затим и апостолског викара Абисиније, али је одбио бискупско достојанство док му коначно није наметнуто 1849. године.
Године 1919. папа Бенедикт XV је основао Понтификални етиопски колеџ унутар ватиканских зидина са црквом Светог Стефана, иза базилике Светог Петра, као црквом одређеном за Колеџ.
Латинска црква се успоставила на југу Етиопије у областима које нису биле хришћанске и које су у модерну земљу уграђене тек крајем 19. века. Италијанска окупација Етиопије 1936. године довела је до повећања броја латинско-црквених јурисдикција, али протеривање страних мисионара на крају Другог светског рата значило је да свештенство етиопског обреда мора да преузме одговорност за подручја која су тако оспорена католичком свештенству. Сходно томе, 1951. године успостављен је апостолски егзархат етиопског обреда у Адис Абеби, а ординаријат за Еритреју уздигнут је у ранг егзархата. Десет година касније, 20. фебруара 1961. године, основана је етиопска црквена провинција, са Адис Абебом као митрополитанском столицом, а Асмаром (у Еритреји) и Адигратом (у Етиопији) као суфраганским епархијама.
У Еритреји су 1995. године основане две нове епархије, Баренту и Керен, а латино-црквени апостолски викаријат је укинут. Еритреја је тако постала једина земља у којој сви католици, ма која црква била њихова канонска припадност, припадају источној католичкој јурисдикцији. У Ендибиру је 2003. године створена још једна епархија у Региону јужних нација, националности и народа.
У јануару 2015. године папа Фрањо је основао Еритрејску католичку цркву као sui iuris источнокатоличку цркву, дајући јој на тај начин аутономију од Етиопске католичке цркве.
На југу Етиопије постоје и јурисдикције Латинске цркве, а ниједна од њих није подигнута на ранг епархије. Осам су апостолски викаријати, а један апостолска префектура.

## Епархије
У земљи постоје четири епархије (епископије):
- Архиепархија Адис Абебе (митрополитанска столица)[8]
- Епархија Адиграта[9]
- Епархија Бахир Дар – Десије[10]
- Епархија Емдебер[11]

## Разлике између католичке и оријенталне епископске цркве
Доктриналне разлике између Етиопске православне тевехадо цркве и Етиопске католичке цркве укључују признавање Халкидонског сабора из петог века. Ђаконат је резервисан за одрасле мушкарце у Католичкој цркви, али дечаци се обично постављају за ђаконе у Етиопској православној цркви. Етиопско католичко свештенство такође облачи римску сутану и колар, што се разликује од етиопског православног обичаја.